# Manon Kamminga
Manon Marriët Kamminga (* 7. April 1992 in Haulerwijk) ist eine niederländische Inline-Speedskaterin und Eisschnellläuferin. Sie ist Weltmeisterin (2012) und mehrfache Europameisterin (2011–2017) im Inline-Speedskating.

## Werdegang
In ihrem ersten Jahr bei den Senioren gewann Kamminga bei internationalen Meisterschaften 2010 zwei Bronzemedaillen mit der Staffel. Neben weiteren Erfolgen in der Staffel gewann sie bei den Europameisterschaften 2011 ihre erste Goldmedaille in einer Einzeldisziplin. Diesen Erfolg wiederholte sie 2012. Bei der Europameisterschaft 2013 in Almere war Kamminga die erfolgreichste Athletin mit insgesamt sieben Goldmedaillen und einer Bronzemedaille. Im Jahr 2014 gewann sie zum zweiten Mal in Folge den Berlin-Marathon mit neuem Streckenrekord in 1:07:44 h, 2016 zum dritten Mal. Bei den Inline-Speedskating-Europameisterschaften 2017 wurde sie in Portugal zum zweiten Mal nach 2014 Europameisterin im Marathon.
Im Eisschnelllauf war sie bisher nur bei nationalen Wettkämpfen erfolgreich.
Kamminga wohnt und trainiert in Heerenveen und studiert an der Open Universiteit Nederland. Sie ist mit der US-amerikanischen Inline-Eisschnellläuferin Brittany Bowe liiert.

## Sportliche Erfolge
2010
- WM in Guarne
  - Bronze 5000 m Staffel (Straße)
- EM in San Benedetto del Tronto
  - Silber 5000 m Staffel (Straße)
  - Bronze 3000 m Staffel (Bahn)

2011
- EM in Heerde und Zwolle
  - Gold 1000 m (Bahn) und 5000 m Staffel (Straße)
  - Silber 3000 m Staffel (Bahn)

2012
- WM in Ascoli Piceno und San Benedetto del Tronto
  - Gold 5000 m Staffel (Straße)
  - Silber 500 m (Straße)
  - Bronze 10000 m Punkte (Straße)
- EM in Szeged
  - Gold 1000 m (Bahn)
  - Silber 10000 m Auss. (Bahn)
  - Bronze 3000 m Staffel (Bahn)

2013
- WM in Ostende
  - Silber 500 m (Straße) und Marathon
  - Bronze 5000 m Staffel (Straße)
- EM in Almere
  - Gold 200 m (Bahn), 1000 m (Bahn), 10000 m Auss. (Bahn), 3000 m Staffel (Bahn), 4000 m Mixed (Bahn), 15000 m Auss. (Straße) und 5000 m Staffel (Straße)
  - Bronze Marathon
- German-Inline-Cup
  - Platz 3 Mittelrhein-Marathon
- Siegerin Berlin-Marathon

2014
- EM in Geisingen
  - Gold 1000 m (Bahn) und Marathon
  - Silber 10000 m Punkte-Auss. (Bahn), 3000 m Staffel (Bahn) und 10000 m Punkte (Straße)
  - Bronze 20000 m Auss. (Straße)
- Siegerin Berlin-Marathon

2015
- EM in Wörgl und Innsbruck
  - Silber 15000 m Auss. (Bahn), 10000 m Punkte (Straße), 20000 m Auss. (Straße) und Marathon
  - Bronze 10000 m Punkte-Auss. (Bahn), 3000 m Staffel (Bahn) und 5000 m Staffel (Straße)
- Platz 2 Berlin-Marathon

2016
- EM in Heerde
  - Gold 5000 m Staffel (Straße)
  - Silber 20000 m Auss. (Straße)
- Siegerin Berlin-Marathon

2017
- EM in Lagos
  - Gold Marathon